# Municipio de Belle Prairie (Minnesota)
El municipio de Belle Prairie (en inglés: Belle Prairie Township) es un municipio ubicado en el condado de Morrison en el estado estadounidense de Minnesota. En el año 2010 tenía una población de 1105 habitantes y una densidad poblacional de 9,55 personas por km².

## Geografía
El municipio de Belle Prairie se encuentra ubicado en las coordenadas 46°1′14″N 94°16′00″O / 46.02056, -94.26667. Según la Oficina del Censo de los Estados Unidos, el municipio tiene una superficie total de 115.73 km², de la cual 113.21 km² corresponden a tierra firme y (2.17%) 2.51 km² es agua.

## Demografía
Según el censo de 2010, había 1105 personas residiendo en el municipio de Belle Prairie. La densidad de población era de 9,55 hab./km². De los 1105 habitantes, el municipio de Belle Prairie estaba compuesto por el 98.73% blancos, el 0.18% eran afroamericanos, el 0.27% eran amerindios, el 0.09% eran asiáticos, el 0.09% eran isleños del Pacífico, el 0.27% eran de otras razas y el 0.36% pertenecían a dos o más razas. Del total de la población el 0.63% eran hispanos o latinos de cualquier raza.